# Willis Plaza
Willis Plaza (Mount Hope, 3 agosto 1987) è un calciatore trinidadiano, attaccante del Bhawanipore.

## Statistiche

### Presenze e reti nei club
| Stagione        | Club               | Campionato      | Campionato | Campionato | Coppe nazionali | Coppe nazionali | Coppe nazionali | Coppe continentali | Coppe continentali | Coppe continentali | Supercoppe | Supercoppe | Supercoppe | Totale | Totale |
| Stagione        | Club               | Comp            | Pres       | Reti       | Comp            | Pres            | Reti            | Comp               | Pres               | Reti               | Comp       | Pres       | Reti       | Pres   | Reti   |
| --------------- | ------------------ | --------------- | ---------- | ---------- | --------------- | --------------- | --------------- | ------------------ | ------------------ | ------------------ | ---------- | ---------- | ---------- | ------ | ------ |
| 2019-ago.2020   | Churchill Brothers | IL              | 14         | 8          | SC              | -               | -               | -                  | -                  | -                  | -          | -          | -          | 14     | 8      |
| ago.nov. 2020   | Mohammedan         | IL2             | 4          | 1          | -               | -               | -               | -                  | -                  | -                  | -          | -          | -          | 4      | 1      |
| 2021            | Delhi              | IL2             | 4          | 1          | -               | -               | -               | -                  | -                  | -                  | DC         | 4          | 4          | 8      | 5      |
| 2021-2022       | Aizawl             | IL              | 7          | 2          | -               | -               | -               | -                  | -                  | -                  | -          | -          | -          | 7      | 2      |
| Totale Carriera | Totale Carriera    | Totale Carriera | 29         | 12         |                 | 0               | 0               |                    | -                  | -                  |            | 4          | 4          | 33     | 16     |

### Cronologia presenze e reti in nazionale
| Cronologia completa delle presenze e delle reti in nazionale ― Trinidad e Tobago | Cronologia completa delle presenze e delle reti in nazionale ― Trinidad e Tobago | Cronologia completa delle presenze e delle reti in nazionale ― Trinidad e Tobago | Cronologia completa delle presenze e delle reti in nazionale ― Trinidad e Tobago | Cronologia completa delle presenze e delle reti in nazionale ― Trinidad e Tobago | Cronologia completa delle presenze e delle reti in nazionale ― Trinidad e Tobago | Cronologia completa delle presenze e delle reti in nazionale ― Trinidad e Tobago | Cronologia completa delle presenze e delle reti in nazionale ― Trinidad e Tobago |
| Data                                                                             | Città                                                                            | In casa                                                                          | Risultato                                                                        | Ospiti                                                                           | Competizione                                                                     | Reti                                                                             | Note                                                                             |
| -------------------------------------------------------------------------------- | -------------------------------------------------------------------------------- | -------------------------------------------------------------------------------- | -------------------------------------------------------------------------------- | -------------------------------------------------------------------------------- | -------------------------------------------------------------------------------- | -------------------------------------------------------------------------------- | -------------------------------------------------------------------------------- |
| 22-01-2012                                                                       | Port of Spain                                                                    | Trinidad e Tobago                                                                | 2 – 3                                                                            | Finlandia                                                                        | Amichevole                                                                       | -                                                                                | 57’                                                                              |
| 29-02-2012                                                                       | North Sound                                                                      | Antigua e Barbuda                                                                | 0 – 4                                                                            | Trinidad e Tobago                                                                | Amichevole                                                                       | 1                                                                                | 72’                                                                              |
| 10-10-2012                                                                       | Basseterre                                                                       | Guyana                                                                           | 1 – 4                                                                            | Trinidad e Tobago                                                                | Qual. Caribbean Cup 2012                                                         | 1                                                                                | 79’                                                                              |
| 13-10-2012                                                                       | Basseterre                                                                       | Saint Kitts e Nevis                                                              | 0 – 1                                                                            | Trinidad e Tobago                                                                | Qual. Caribbean Cup 2012                                                         | -                                                                                | 84’                                                                              |
| 14-10-2012                                                                       | Basseterre                                                                       | Trinidad e Tobago                                                                | 10 – 0                                                                           | Anguilla                                                                         | Qual. Caribbean Cup 2012                                                         | 2                                                                                | 46’                                                                              |
| 07-12-2012                                                                       | Saint John's                                                                     | Haiti                                                                            | 0 – 0                                                                            | Trinidad e Tobago                                                                | Caribbean Cup 2012 - 1º turno                                                    | -                                                                                | 46’                                                                              |
| 11-12-2012                                                                       | Saint John's                                                                     | Trinidad e Tobago                                                                | 2 – 1                                                                            | Rep. Dominicana                                                                  | Caribbean Cup 2012 - 1º turno                                                    | -                                                                                | 71’                                                                              |
| 05-09-2013                                                                       | Riad                                                                             | Trinidad e Tobago                                                                | 3 – 3 dts (0 – 2 dtr)                                                            | Emirati Arabi Uniti                                                              | Amichevole                                                                       | 1                                                                                | 55’                                                                              |
| 09-09-2013                                                                       | Riad                                                                             | Trinidad e Tobago                                                                | 3 – 1                                                                            | Arabia Saudita                                                                   | Amichevole                                                                       | -                                                                                | 82’                                                                              |
| 16-10-2013                                                                       | Port of Spain                                                                    | Trinidad e Tobago                                                                | 0 – 0                                                                            | Nuova Zelanda                                                                    | Amichevole                                                                       | -                                                                                | 61’                                                                              |
| 05-06-2014                                                                       | Buenos Aires                                                                     | Argentina                                                                        | 3 – 0                                                                            | Trinidad e Tobago                                                                | Amichevole                                                                       | -                                                                                | 77’                                                                              |
| 08-06-2014                                                                       | San Paolo                                                                        | Trinidad e Tobago                                                                | 0 – 2                                                                            | Iran                                                                             | Amichevole                                                                       | -                                                                                | 76’                                                                              |
| 28-03-2015                                                                       | Couva                                                                            | Trinidad e Tobago                                                                | 0 – 1                                                                            | Panama                                                                           | Amichevole                                                                       | -                                                                                | 64’                                                                              |
| 06-06-2015                                                                       | Willemstad                                                                       | Antille Olandesi                                                                 | 1 – 0                                                                            | Trinidad e Tobago                                                                | Amichevole                                                                       | -                                                                                |                                                                                  |
| 16-06-2015                                                                       | Irbid                                                                            | Giordania                                                                        | 3 – 0                                                                            | Trinidad e Tobago                                                                | Amichevole                                                                       | -                                                                                | 46’ 48’                                                                          |
| 10-07-2015                                                                       | Chicago                                                                          | Trinidad e Tobago                                                                | 3 – 1                                                                            | Guatemala                                                                        | Gold Cup 2015 - 1º turno                                                         | -                                                                                | 63’                                                                              |
| 16-07-2015                                                                       | Charlotte                                                                        | Messico                                                                          | 4 – 4                                                                            | Trinidad e Tobago                                                                | Gold Cup 2015 - 1º turno                                                         | -                                                                                | 89’                                                                              |
| 05-09-2015                                                                       | Sandy                                                                            | Messico                                                                          | 3 – 3                                                                            | Trinidad e Tobago                                                                | Amichevole                                                                       | -                                                                                | 74’                                                                              |
| 09-10-2015                                                                       | Panama                                                                           | Panama                                                                           | 1 – 2                                                                            | Trinidad e Tobago                                                                | Amichevole                                                                       | -                                                                                | 82’                                                                              |
| 14-11-2015                                                                       | Città del Guatemala                                                              | Guatemala                                                                        | 1 – 2                                                                            | Trinidad e Tobago                                                                | Qual. Mondiali 2018                                                              | -                                                                                | 85’                                                                              |
| 25-03-2016                                                                       | Kingstown                                                                        | Saint Vincent e Grenadine                                                        | 2 – 3                                                                            | Trinidad e Tobago                                                                | Qual. Mondiali 2018                                                              | -                                                                                | 90’                                                                              |
| 24-05-2016                                                                       | Lima                                                                             | Perù                                                                             | 4 – 0                                                                            | Trinidad e Tobago                                                                | Amichevole                                                                       | -                                                                                | 49’                                                                              |
| 03-06-2016                                                                       | Qinhuangdao                                                                      | Cina                                                                             | 4 – 2                                                                            | Trinidad e Tobago                                                                | Amichevole                                                                       | 2                                                                                | 58’                                                                              |
| 12-11-2016                                                                       | Port of Spain                                                                    | Trinidad e Tobago                                                                | 0 – 2                                                                            | Costa Rica                                                                       | Qual. Mondiali 2018                                                              | -                                                                                | 79’                                                                              |
| 15-11-2016                                                                       | San Pedro Sula                                                                   | Honduras                                                                         | 3 – 1                                                                            | Trinidad e Tobago                                                                | Qual. Mondiali 2018                                                              | -                                                                                | 76’                                                                              |
| 29-03-2017                                                                       | Port of Spain                                                                    | Trinidad e Tobago                                                                | 0 – 1                                                                            | Messico                                                                          | Qual. Mondiali 2018                                                              | -                                                                                | 81’                                                                              |
| 27-07-2017                                                                       | Guayaquil                                                                        | Ecuador                                                                          | 3 – 1                                                                            | Trinidad e Tobago                                                                | Amichevole                                                                       | -                                                                                | 71’                                                                              |
| 02-09-2017                                                                       | Panama                                                                           | Trinidad e Tobago                                                                | 1 – 2                                                                            | Honduras                                                                         | Qual. Mondiali 2018                                                              | -                                                                                | 57’                                                                              |
| 06-09-2017                                                                       | Panama                                                                           | Panama                                                                           | 3 – 0                                                                            | Trinidad e Tobago                                                                | Qual. Mondiali 2018                                                              | -                                                                                | 76’ 77’                                                                          |
| 20-03-2019                                                                       | Wrexham                                                                          | Galles                                                                           | 1 – 0                                                                            | Trinidad e Tobago                                                                | Amichevole                                                                       | -                                                                                | 46’                                                                              |
| Totale                                                                           |                                                                                  | Presenze                                                                         | 29                                                                               |                                                                                  | Reti                                                                             | 7                                                                                |                                                                                  |

## Palmarès

### Club

#### Competizioni nazionali
- Bangladesh League: 1

Bashundhara Kings: 2019

### Individuale
- Capocannoniere della I-League: 1

2018-2019 (21 reti)